# Monte Manique
O Monte Manique é um monte localizado a sul da aldeia de Rogel, no município de Mafra, Lisboa, Portugal. É o ponto mais alto do município, com uma altitude de aproximadamente 428 a 430 metros. Em novembro de 2004, foram instaladas duas torres de energia eólica no monte, que geram eletricidade para a região.

## Características geográficas
O Monte Manique, também conhecido como Cabeço de Manique, situa-se numa região acidentada do município de Mafra, marcada por montes, vales e cursos de água. A sua localização oferece vistas para a A8, Lisboa, Sintra e outras áreas do concelho. O monte integra-se num sistema de cabeços vulcânicos, vestígios de antigas erupções, que caracterizam a paisagem de Mafra.
1. ↑  «Câmara Municipal de Mafra». Câmara Municipal de Mafra. Consultado em 23 de junho de 2025
2. ↑  «Mafra (Portugal)». Wikipédia. Consultado em 23 de junho de 2025
3. ↑  «Monte Manique». Wikipédia. Consultado em 23 de junho de 2025
4. ↑  «Câmara Municipal de Mafra». Câmara Municipal de Mafra. Consultado em 23 de junho de 2025
5. ↑  «Mafra (Portugal)». Wikipédia. Consultado em 23 de junho de 2025